# Thomas Siewert
Thomas Siewert (* 4. November 1961 in Castrop-Rauxel) ist ein ehemaliger deutscher Fußballspieler, der für den FC Schalke 04 und die SG Wattenscheid 09 in der Bundesliga spielte.

## Leben und Karriere
Der Abwehrspieler war seit 1976 beim FC Schalke 04, wurde gemeinsam mit Wolfram Wuttke deutscher B-Jugendmeister und war in der B- und A-Jugend Juniorennationalspieler. 1980 stieß der kräftige Vorstopper zum Profikader des FC Schalke 04. Seinen ersten Einsatz in der Bundesliga hatte er noch mit 18 Jahren am vierten Spieltag der Saison 1980/81. Im Spiel beim FC Bayern München wurde er, nachdem die Bayern innerhalb von fünf Minuten aus dem 1:1-Halbzeitstand ein 4:1 gemacht hatten, in der 60. Minute für Mittelfeldspieler Dietmar Danner eingewechselt. Dies verhinderte jedoch nicht, dass die Bayern nur eine Minute später durch Dieter Hoeneß den 5:1-Endstand herstellten.
Ins Licht der Öffentlichkeit geriet Siewert in seinem achten Bundesligaspiel. Beim Revierderby im Westfalenstadion erzielte er in der 83. Minute den Ausgleichstreffer zum 2:2-Endstand. Mit einer unfreiwilligen, kuriosen „Bogenlampe“ überwand er nach einem Ausrutscher Nationaltorhüter Eike Immel. „Ich wollte eigentlich gar nicht draufhalten. Mehr aus Verlegenheit hob ich den Ball Richtung Tor. Dass der Ball drin war, habe ich erst gemerkt, als mich die Mannschaftskameraden zu Boden drückten“, sagte er später über seinen Treffer. Das Tor wurde zum Tor des Monats gewählt – und sollte der einzige Bundesligatreffer in Siewerts Karriere bleiben. Mit Schalke stieg er nach 17 Einsätzen am Saisonende ab. In der folgenden Spielzeit trug er in 13 Spielen zur Zweitligameisterschaft und dem sofortigen Wiederaufstieg bei.
Siewert blieb jedoch zweitklassig, da er zur Saison 1982/83 seinem ehemaligen Trainer Fahrudin Jusufi zur SG Wattenscheid 09 folgte. Hier avancierte er zum Stammspieler; in acht Zweitligajahren kam er beim Steilmann-Klub auf 230 Einsätze. Nach dem Bundesliga-Aufstieg der 09er 1990 gehörte er noch zwei Jahre zum Wattenscheider Kader, kam jedoch nur noch in der ersten Spielzeit zum Einsatz. Sein letzter Auftritt auf der Bundesligabühne war am 23. März 1991 ein 1:1-Remis beim 1. FC Köln. Bis 1994 war er anschließend noch für Preußen Münster in der Oberliga Westfalen aktiv.
Siewert lebt in Bad Sassendorf, wo er Geschäftsmann geworden ist und mit seiner Frau zwei Boutiquen betreibt. Er engagiert sich für den einheimischen Kreisligisten BV Bad Sassendorf, den er auch trainierte.